# توس کوتوله

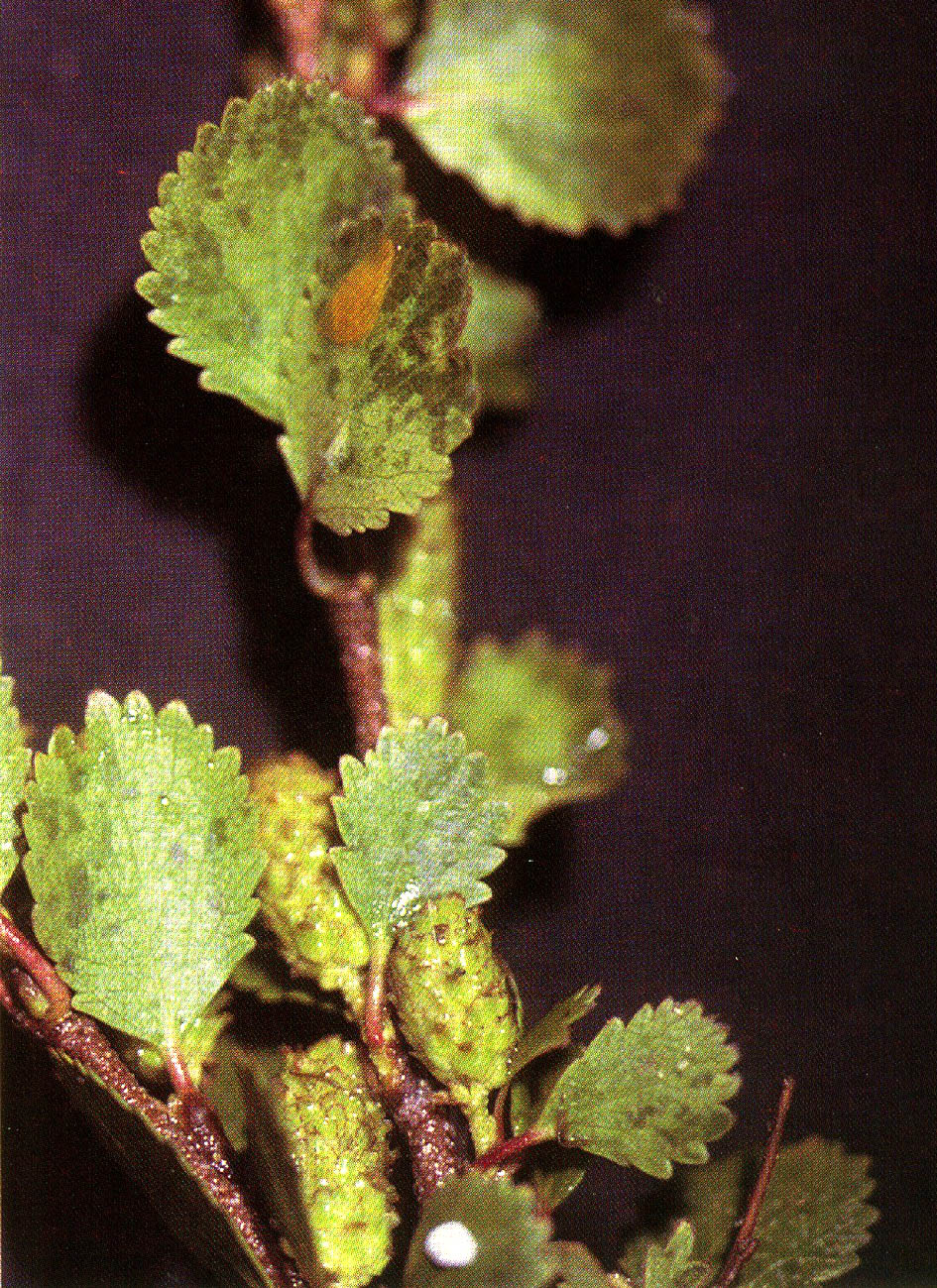

توس کوتوله(نام علمی: Betula nana)، نام گونه‌ای از درخت توس از تیرهٔ توسکایان است، که به‌طور عمده در توندرای شمالگان یافت می‌شود

## توصیف
درختچهٔ تک‌پایه‌ای است که تا ارتفاع ۱ الی ۱٫۲ متر رشد می‌کند، تنهٔ آن پوست‌اندازی نمی‌کند براق و برنگ قرمز-مسی است. برگ‌ها گرد، با قطر ۶ تا ۲۰ میلی‌متر، هستند و حاشیهٔ دندانه‌دار دارند. سطح بالایی برگ‌ها سبز تیره است. رشد برگ‌ها پس از ذوب شدن برف‌ها شروع شده و در پاییز قرمز می‌شوند. شاتون‌های میوه که باد گرده‌افشانی می‌کند عمود هستند و ۵ الی ۱۵ میلی‌متر درازا و ۴ الی ۱۰ میلی‌متر عرض دارند.

## توزیع
توس کوتوله بومی مناطق قطبی و سرد معتدل مناطقی مثل گرینلند، ایسلند، شمال اروپا، شمال آسیا و شمال آمریکای شمالی است و در شرایط مختلف رشد می‌کند. خارج از مناطق دور شمالی، این گیاه معمولاً در کوه‌های بیش از ۳۰۰ متر، تا ۸۳۵ متر در اسکاتلند و ۲۲۰۰ متر در آلپ رشد می‌کند. حد محدوده شمالی آن سوالبار است که به مکان‌های گرم منحصر شده‌است. در بریتانیا توس کوتوله در محدودهٔ جنوبی خودش قرار دارد و تعدادش زیاداست ولی تعداد آن در دهه‌های اخیر به‌طور قابل توجهی کاهش یافته‌است.
به‌طور کلی، از محیط‌های مرطوب و مکان‌های خوب زهکشی‌شده با موادمغذی کم، خاک اسیدی خشک و سنگی را دوست دارد. توس کوتوله تحمل کمی در برابر سرما دارد.

## نگارخانه

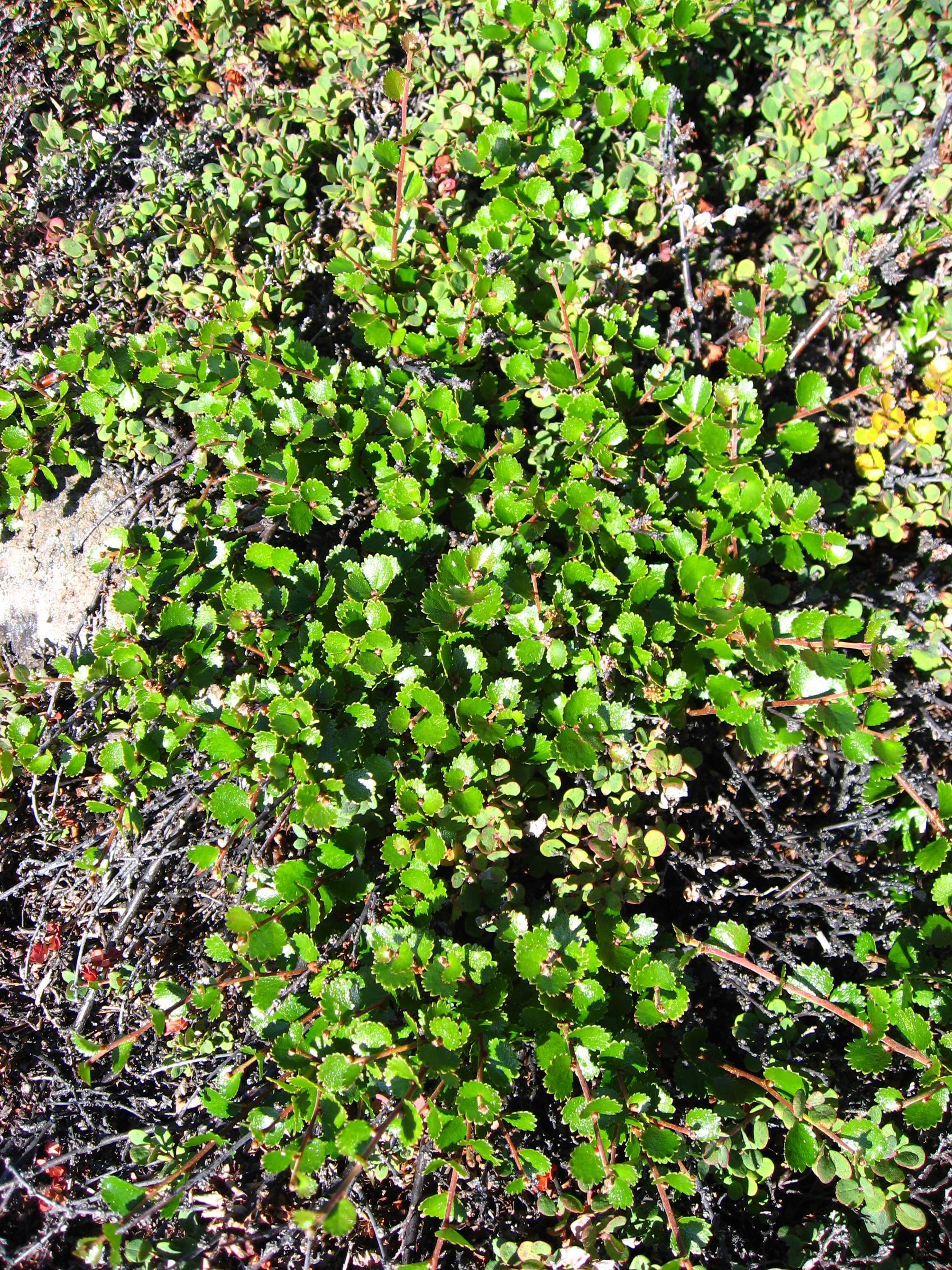
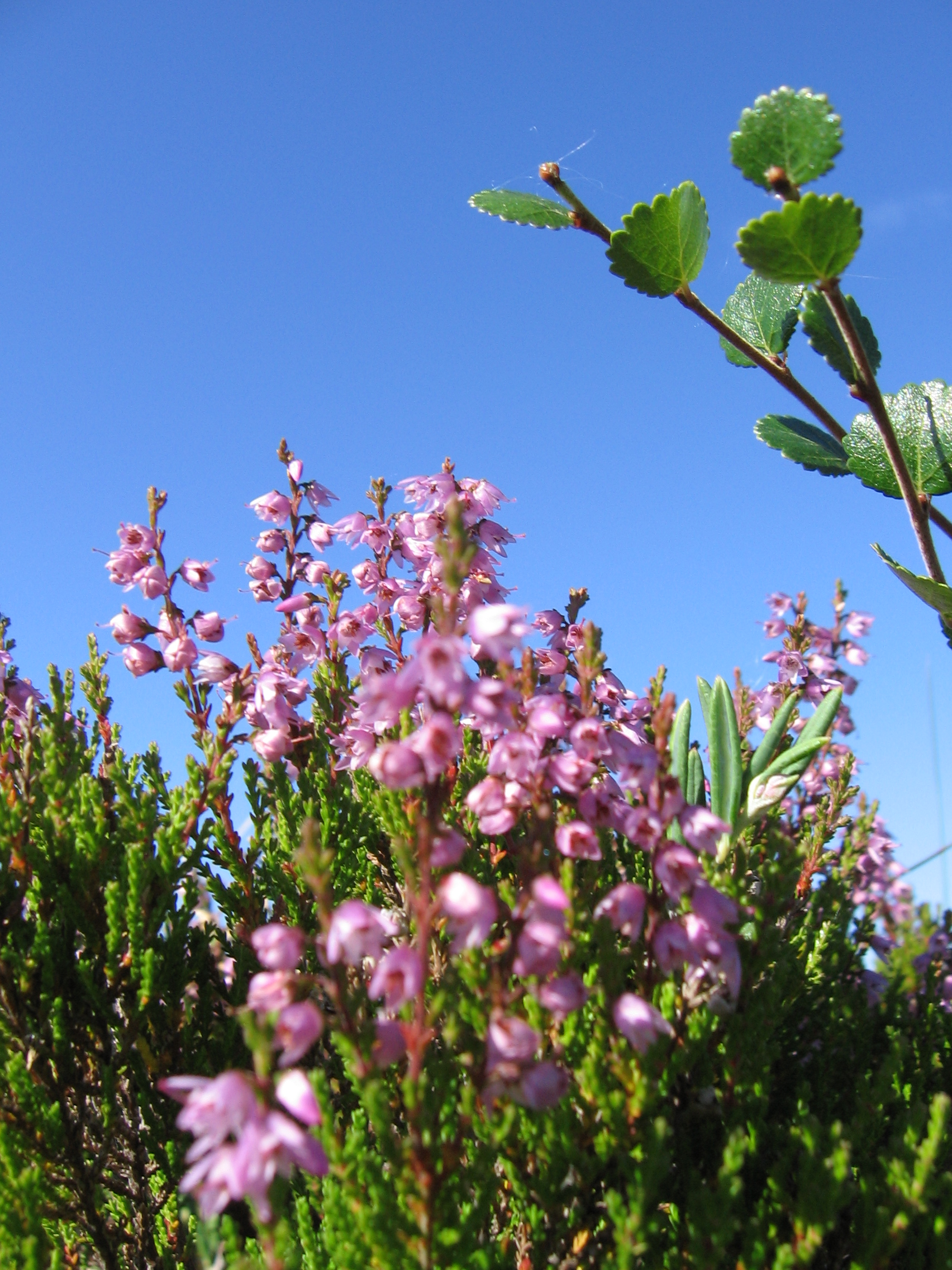
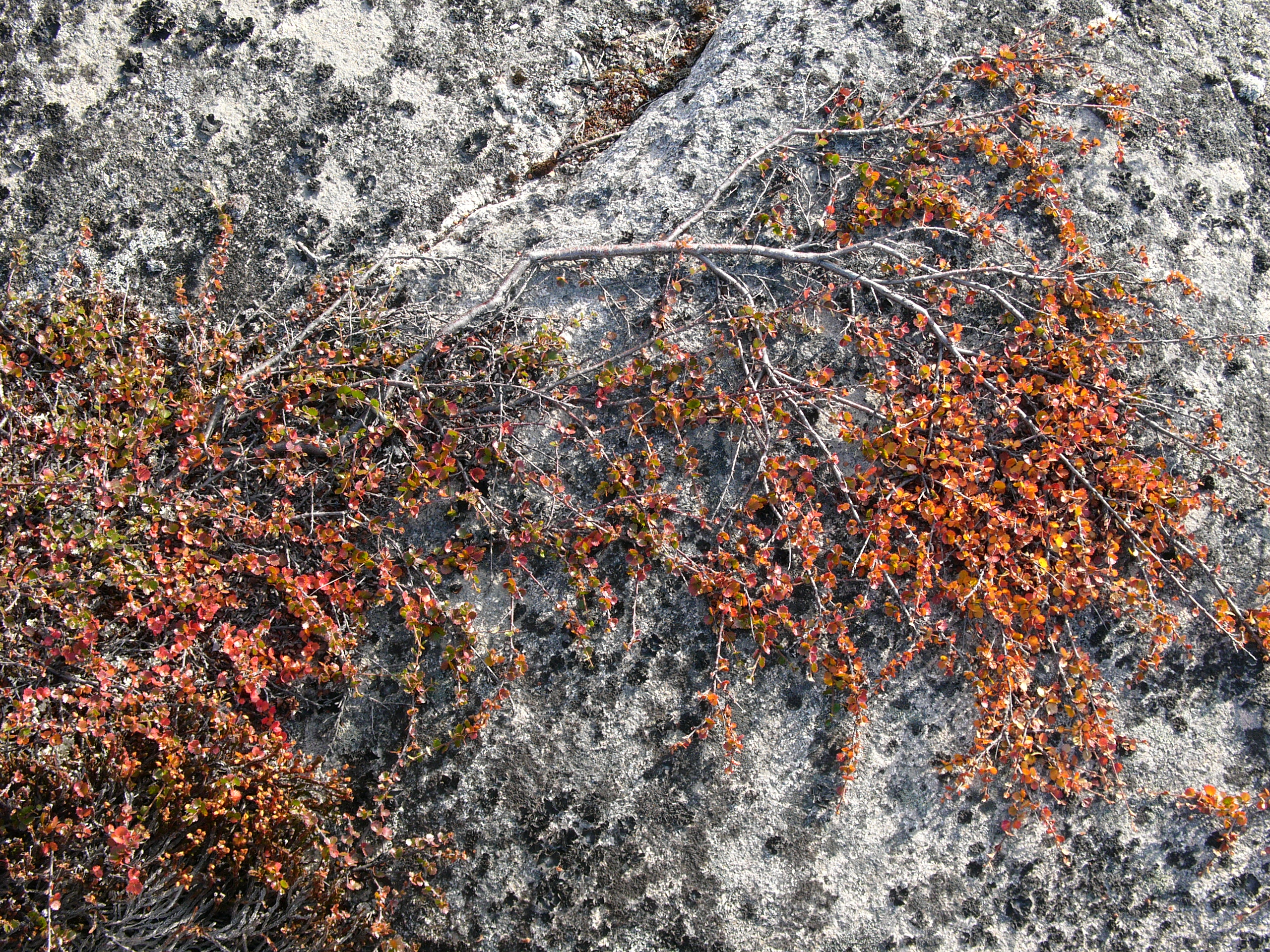
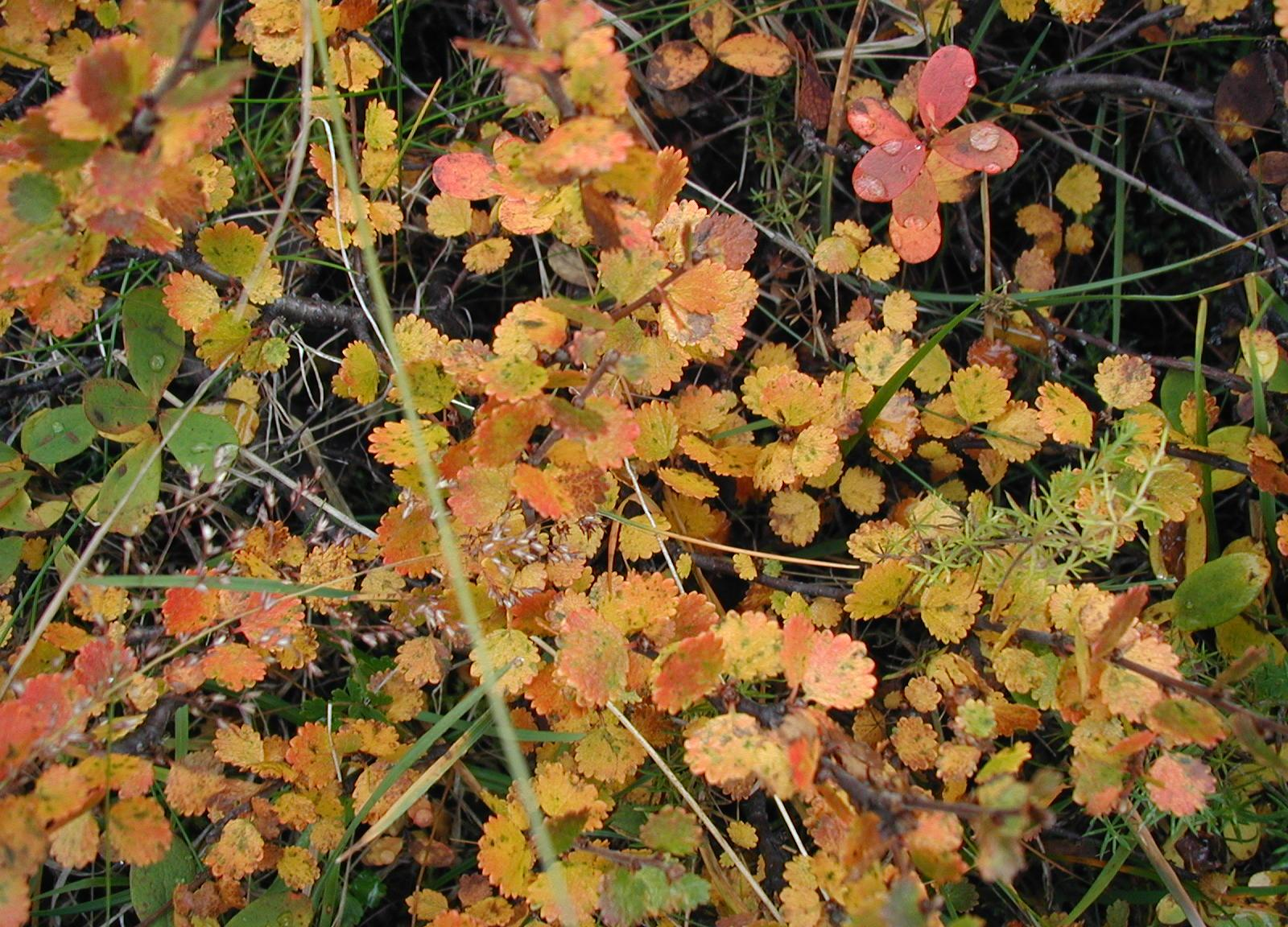
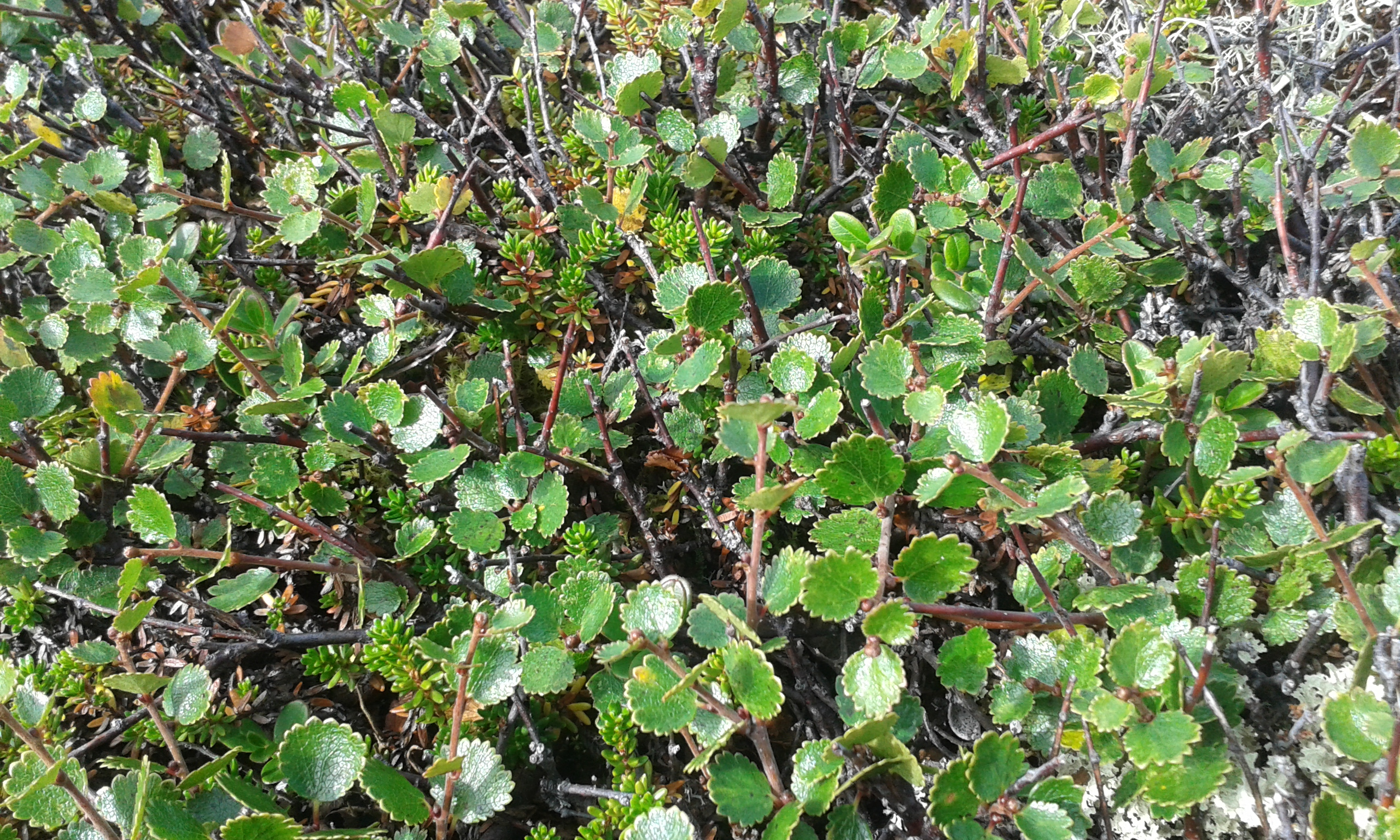